# Christian Kolonovits
Christian Kolonovits (né le 25 février 1952 à Rechnitz) est un compositeur et chef d'orchestre autrichien.

## Biographie
Il commence à apprendre le piano à cinq ans. Il étudie à l'académie de musique et des arts du spectacle de Vienne le piano, le violon, la direction d'orchestre et la composition. Pendant ses études, il travaille comme musicien de studio, pianiste de bar, professeur de piano et joue dans divers groupes.
En 1972, il est aux claviers du groupe Milestones et se fait un nom sur la scène autrichienne en tant que compositeur et arrangeur. En 1974, il compose pour Waterloo & Robinson le succès Hollywood. Par la suite, il travaille pour Schmetterlinge, Wolfgang Ambros, Georg Danzer, Peter Cornelius, Rainhard Fendrich, Stephan Remmler (de), Ludwig Hirsch, S.T.S., Maria Bill, Stefanie Werger, EAV, Tony Wegas, Franz Morak, Caro... En Allemagne, il collabore aussi pour Supermax et Boney M.
En 1976, il publie son premier album solo Life Is Just a Carnival. En 1979, il écrit sa première musique de film. Kolonovits se fait connaître du monde entier pour son travail avec l'Orchestre symphonique de Vienne et ses reprises des succès rock à la manière de la musique classique.
Par deux fois, en 1977 et 1993, il dirige l'orchestre pour l'Autriche au Concours Eurovision de la chanson.
En 2000, il dirige l'Orchestre philharmonique de Berlin en duo avec le groupe Scorpions lors de l'exposition universelle de 2000 à Hanovre. Il signe aussi les arrangements de l'album Moment of Glory.
En 2003, il prend la direction artistique du Linzer Klangwolke.
À l'été 2014, il donne l'opéra El Juez avec José Carreras au Tiroler Festspiele Erl.

## Filmographie
Cinéma
- 1994: Tafelspitz
- 2008: Duel au sommet

Télévision
- 1996: Alte Liebe – Neues Gluck
- 2011: Bollywood dans les Alpes